# قنبرة الماء المتورد
قنبرة الماء المتورد أو قنبرة الماء (أريناريا إنتربريس) طائر من رتيبة الخواضات، وهو أحد نوعي قنبرة الماء التابع لجنس أريناريا. الاسم العلمي لاتيني. اسم جنس أريناريا مشتق من اسم أريناريوس «ساكن الرمال، من كلمة أرينا التي تعني «الرمال». تعني كلمة إنتيربرس المعينة «مرسال»؛ عند زيارته لغوتلاند في عام 1741، ظن لينيوس أن الكلمة السويدية تولك بمعنى «مترجم» تنطبق على هذا النوع، لكن في اللهجة المحلية، تعني الكلمة «ساقين» وتستخدم للإشارة لطائر الطيطوي.
صُنفت الآن ضمن فصيلة دجاج الأرض الطيطويات لكنها كانت تُصنف أحيانًا ضمن فصيلة الزقزاقيات. تُعد طيور كثيرة الهجرة، تتكاثر في الأجزاء الشمالية من أوراسيا وأمريكا الشمالية وتطير جنوبًا في فصل الشتاء لتستقر على السواحل في جميع أنحاء العالم تقريبًا. يُعد هذا النوع من طيور قنبرة الماء الوحيد المنتشر ضمن أغلب نطاقها، وغالبًا ما يُدعى ببساطة باسم قنبرة الماء.

## التوزع
يتكاثر طائر قنبرة الماء المتورد في خطوط العرض الشمالية، على بعد لا يتجاوز بضعة كيلومترات عن البحر. توجد الأنواع الفرعية أي. آي. مورينيلا في شمال ألاسكا وفي القطب الشمالي الكندي في أقصى شرق جزيرة بافن. تتكاثر أنواع أي. آي. إنتيربرس في غرب ألاسكا وجزيرة إليسمير وجرينلاند والنرويج والدنمارك والسويد وفنلندا وإستونيا وشمال روسيا. كانت تتكاثر سابقًا على ساحل بحر البلطيق في ألمانيا، ويُعتقد أنها تكاثرت في اسكتلندا وجزر فارو.
في الأمريكتين، تمضي الأنواع فصول الشتاء على السواحل الممتدة من واشنطن وماساتشوستس جنوبًا حتى الطرف الجنوبي لأمريكا الجنوبية رغم أنها نادرة في الأجزاء الجنوبية من تشيلي والأرجنتين، وهي تجول بشكل غير مؤكد في جزر فوكلاند. في أوروبا، تمضي الطيور فصول الشتاء في المناطق الغربية من آيسلندا والنرويج والدنمارك جنوبًا. توجد أعداد صغيرة فقط على سواحل البحر المتوسط. في إفريقيا، تُعد شائعة الوجود في جنوب إفريقيا بأعداد كبيرة في العديد من الجزر البحرية. في آسيا، تنتشر الطيور في الجنوب وتمضي الشتاء في أقصى الشمال حتى جنوب الصين واليابان (بشكل رئيسي في جزر ريوكيو). توجد أيضًا في جنوب تاسمانيا ونيوزيلندا وفي العديد من جزر المحيط الهادئ. تبقى بعض الطيور غير المتكاثرة على مدار السنة في أجزاء كثيرة من النطاق الشتوي.

## السلوك

### الطعام والنظام الغذائي
يتبع قنبرة الماء المتورد نظام غذائي متنوع يشمل الجيفة والبيض والمواد النباتية، لكنه يتغذى بشكل أساسي على اللافقاريات. تعد الحشرات ذات أهمية خاصة في موسم التكاثر. في أوقات أخرى، يتغذى أيضًا على القشريات والرخويات والديدان. غالباً ما يلجأ إلى قلب الحجارة وغيرها من الأشياء للوصول إلى الفرائس المختبئة تحتها؛ يعد هذا السلوك أصل اسم «قنبرة الماء» تبحث عادةً هذه الطيور على العلف ضمن مجموعات.
لوحظ أيضًا أنه يتغذى على بيض أنواع الطيور الأخرى مثل طيور النورس والخرشناوات والبط، وحتى غيره من طيور قنبرة الماء، رغم أن هذا السلوك غير شائع. في معظم الحالات الملاحظة، عادةً ما كانت طيور قنبرة الماء تتعقب الأعشاش غير المحمية أو غير المراقبة، فتثقب قشور البيض بمناقيرها للحصول على محتوياتها.

### السلوك العدائي والدفاع عن أراضيها
عند البحث عن الطعام، تتخذ طيور قنبرة الماء مواقف مختلفة تدل على درجة هيمنتها. يرتبط مظهر الذيل المنخفض والوقفة المحدبة بالمطاردة والعدوان، بالتالي الفرد مهيمن. ترتبط الهيمنة في العدوان بالعمر، إذ يلعب الصغار دور التابعين لفترة طويلة جدًا.
تُظهر أنماط ريش قنبرة الماء المتورد تباينًا شديدًا مقارنةً بالطيور الشاطئية الأخرى. تستخدم طيور قنبرة الماء أنماط الريش الفريدة هذه للتعرف على الأفراد وتمييز الدخلاء في أراضيها عن جيرانها الذين يحتلون أراضي مجاورة. عند وضع نموذج مزيف لقنبرة الماء من الليف الزجاجي في أراضيها، من غير المرجح أن يستجيب السكان من الطيور بعنف في حالة رسم نموذج يملك نفس نمط ريش قنبرة الماء.

### البيئة
يمكن أن تنجو طيور قنبرة الماء في مجموعة واسعة من المواطن والظروف المناخية من القطب الشمالي إلى المناطق الاستوائية. الموطن النموذجي للتكاثر هو التندرا المفتوحة مع مياه قريبة. خارج موسم التكاثر، توجد الطيور على طول السواحل، خاصةً على الشواطئ الصخرية أو الحجرية. غالبًا ما توجد على بنى من صنع الإنسان مثل حواجز الأمواج والأرصفة البحرية الطويلة. قد تجازف وتغزو المناطق العشبية المفتوحة بالقرب من الساحل. تذهب أعداد صغيرة في بعض الأحيان إلى الأراضي الرطبة الداخلية، خاصةً أثناء الهجرة في الربيع والخريف.
من حيث المواقع الشتوية، يكون طائر قنبرة الماء المتورد مخلصًا بشكل خاص لمواقع محددة. في دراسة نشرت في عام 2009 حول طيور قنبرة الماء التي تمضي الشتاء على امتداد خط الساحل في مصب نهر كلايد، وُجد أن 95% من الطيور المقيمة في المنطقة في نهاية فصل الشتاء عادت في الخريف التالي. أكدت نفس الدراسة أيضًا أن طيور قنبرة الماء هي إحدى الخواضات التي تعيش لأطول فترة من الزمن، إذ يبلغ معدل وفيات الطيور البالغة السنوي أقل من 15%. يبلغ متوسط عمرها 9 سنوات وأطول عمر مُسجل هو 19 سنة وشهرين.

### التكاثر
يُعد قنبرة الماء من طيور الزواج الأحادي وقد تظل الأزواج سويةً لأكثر من موسم تكاثر واحد. يكون العش عبارة عن قشور متجمعة قليلة العمق، مع بطانة من الأوراق غالبًا. يبلغ طوله نحو 11 سم (4.3 بوصة) وعمقه 3 سم (1.2 بوصة). قد تبنيه الطيور بين الغطاء النباتي أو على الأرض الحجرية أو الصخرية. قد تبني عدة أزواج أعشاشًا بالقرب من بعضها البعض.
تضع الطيور واحد إلى خمس بيضات دفعة واحدة والأكثر شيوعًا أربعة. يبلغ قياس البيضة نحو 41 ملم × 29 ملم (1.6 بوصة × 1.1 بوصة) وتزن نحو 17.9 غ (0.63 أونصة). تكون ناعمة ولامعة قليلًا وبيضاوية أو كمثرية الشكل. تتباين ألوانها لكن عادةً ما تكون ذات لون بني مخضر باهت مع خطوط بنية داكنة تكون أكثر كثافة في الطرف الأكبر. تبدأ فترة حضن البيض عند وضع أول بيضة وتستمر لنحو 22-24 يومًا. تكون الأنثى مسؤولة بشكل رئيسي عن حضن البيض لكن قد يساعد الذكر في نهاية الفترة.
تكون الطيور الصغيرة شبه ناضجة وقادرة على مغادرة العش بعد فترة قصيرة من الفقس. يكون لونها لامع برتقالي في الجزء العلوي مع خطوط رمادية داكنة وبيضاء في الأسفل. تكون قادرة على إطعام أنفسها لكن تخضع لحماية الوالدين، خاصةً الذكور. يظهر ريشها بعد 19-21 يومًا.

## الحالة وحفظ النوع
وفقًا للاتحاد الدولي لحفظ الطبيعة، تُعد أعداد طيور قنبرة الماء المتورد مستقرة للغاية حاليًا. تشير استطلاعات وزارة البيئة الكندية إلى أنها في الواقع انخفضت بشدة مقارنةً بسبعينيات القرن العشرين، وتواجه مجموعة متنوعة من التهديدات أثناء الهجرة والشتاء. تُقدر أعدادها في كندا نحو 100000-500000 طائر بالغ. تقدر منظمة حماية الحياة البرية الكندية أن أعداد طيور قنبرة الماء المتورد تبلغ 449000 عالميًا، وأن 235000 منها تتكاثر في أمريكا الشمالية بينما يتكاثر القسم الباقي في جميع أنحاء مناطق القطب الشمالي. وجودها شائع جدًا ومنتشر على نطاق واسع. يُفترض أن يساعدها نطاق تكاثرها الواسع ونطاق المناخ الشتوي الواسع على البقاء كنوع شائع.